# Попов, Николай Васильевич (режиссёр)
Николай Васильевич Попов (укр. Микола Васильович Попов; 17 января 1907 года в селе Плоское Решетиловского района Полтавской области, УССР — 16 января 1985 года, Черкассы, УССР) — один из основателей Черкасского областного музыкально-драматического театра им. Т. Г. Шевченко, директор, художественный руководитель, главный режиссёр и актёр театра. Заслуженный артист УССР.

## Биография
Николай Васильевич Попов родился 17 января 1907 года в селе Плоское, Решетиловского района Полтавской области в семье служащего. Отец работал делопроизводителем в земельном банке, мать — из обедневших дворян — вела домашнее хозяйство. Учился в начальной, затем в трудовой школе.
С 1924 по 1927 год на физико-математическом факультете Института народного образования (ИНО) в г. Полтаве. По окончании института с 1927 по 1929 год учился в театральной студии при Первом украинском драматическом театре им. Т. Г. Шевченко (ныне Днепропетровский драматический театр им. Т. Г. Шевченко) на актёрском факультете. Работал в этом же театре как актёр-студиец. Трудовую деятельность начал в 1925 году, ещё будучи студентом института. С 1929 по 1931 — актёр и помощник режиссёра передвижного театра им. 10 летия ЛКСМУ на Донбассе. В 1931—1932 годах — актёр и режиссёр Червоноградского передвижного рабоче-колхозного театра Полтавской области.
В 1933 году окончил режиссёрские курсы при Народном комиссариате просвещения УССР в городе Харькове под руководством Леся Курбаса. С 1934 по 1936 год — актёр и режиссёр Николаевского украинского драматического театра, а с 1936 по 1937 год — актёр и режиссёр Винницкого украинского драматического театра им. В. Блакитного. В 1937 году Попов переезжает в Черкассы, где сначала работает актёром, затем главным режиссёром (1938—1941), а с 1940 года и вплоть до начала Великой Отечественной войны возглавляет драматический театр ещё и как директор.
Когда Попов пришёл в Черкасский театр, тот официально имел статус передвижного рабоче-колхозного театра. Во многом благодаря талантам и способностям Николая Васильевича в 1939 году (к 125 летию со дня рождения Тараса Шевченко) ему было присвоено новое наименование: «2-й Киевский передвижной рабоче-колхозный театр им. Т. Г. Шевченко».
Когда началась Великая Отечественная война Попов вместе с театром был на гастролях в Краснодаре. В ноябре 1941 года Попов на службе в Красной Армии в составе 242-й стрелковой дивизии 30-й армии Западного фронта. Участвовал в обороне Сталинграда, в сражении на «Курской дуге», форсировании Днепра, Яссо-Кишиневской операции, штурме Будапешта, освобождения Австрии и Чехословакии.
В сентябре 1943 года его назначен секретарём Военного совета 7-й гвардейской армии под командованием генерала-полковника М. С. Шумилова. Н. В. Попов получает звание майора и должность равнозначную генеральскому званию. В рядах Советской армии прослужил до апреля 1947 года.
После демобилизации возвращается в Черкассы и возглавляет Черкасский театр им. Т. Г. Шевченко как главный режиссёр и директор. Именно благодаря Н. В. Попову в период с 1947 по 1954 год, то есть до создания Черкасской области, театр сохраняется как творческая единица, перерастая из передвижного рабоче-колхозного театра в стационарный. В ноябре 1954 года театр получает положительные отзывы по результатам межобластного смотра передвижных театров Украины в г. Киеве.
В это время Н. В. Попов плодотворно работает как главный режиссёр театра, непосредственный последователь передачи курбасовских традиций и идей на черкасской сцене. Среди его наиболее заметных работ «Маруся Богуславка» М. Старицкого, «Несчастная» и «Мартын Боруля» И. Карпенко-Карого, «Машенька» А. Афиногенова, «Багряная осень» В. Собко, «Мораль пани Дульской» Г. Запольской, «Пока солнце взойдёт — роса очи выест» М. Кропивницкого, «Калиновая роща» А. Корнейчука, «Земной рай» О. Василева, «Извините, когда пожалуйста» А. Макаёнка, «Лжец» К. Гольдони.
После образования Черкасской области с февраля 1954 года по февраль 1956 года Попов был заместителем начальника областного управления культуры.
С 1 февраля 1956 года и до конца своих дней Н. В. Попов снова работает ведущим актёром и главным режиссёром Черкасского театра, ставшего под его руководством 1 сентября 1965 года областного музыкально-драматическим им. Т. Г. Шевченко.
За 60 лет своей творческой деятельности Н. В. Попов сыграл на сценах Украины более 250 ролей. Как актёр прославился такими ролями как Тарас Бульба (по Н. Гоголю), Денис Зажеря («Заилены источники» М. Кропивницкого), Мартын Боруля (И. Карпенко-Карого), Батя («Иркутская история» А. Арбузова), Рєзодубов («Варвары» М. Горького), Шевченко («Дума о Кобзаря» Н. Негоды), Платон Кречет (одноимённая пьеса А. Корнейчука), Гвоздилин («Третья патетическая» Н. Погодина), Коломийцев («Последние» М. Горького), Иван («Несчастная» Карпенко-Карого), Лавро Мамай («Дума о Британке» Ю. Яновского), Таран («Фараоны» А. Коломийца), Дон Педро («С любовью не шутят» П. Кальдерона), Апраш («Злая судьба» М. Старицкого).
Ученик таких корифеев украинского театра как И. Замичковский и Ф. Левицкий (оба «Заслуженные артисты УССР»), Н. В. Попов сам воспитал целую плеяду учеников, среди которых Народные артисты Украины Г. Канишевский, А. Тарасенко, В. Чечет, Заслуженный артист УССР П. Вескляров и другие.
Активно занимался общественной деятельностью. Дважды (в 1961 и 1963 годах) избирался депутатом областного совета депутатов трудящихся, был членом ревизионной комиссии обкома КПУ (1966, 1968 г.), был членом президиума областного союза работников культуры (1954—1956) и председателем Черкасского областного музыкально-хорового общества (1969—1974).
Умер Н. В. Попов 16 января 1985 года.

## Награды
- 1942 — Орден Красной Звезды
- 1943 — Орден Отечественной войны 2-й степени
- 1960 — Заслуженный артист УССР (первый актёр Черкасщины, удостоенный этого звания)
- 1971 — Орден Октябрьской Революции
- 1982 — Почётная грамота Верховной рады Украины
- 1985 — Орден Отечественной войны 2-й степени

Также был награждён 11 медалями.

## Семья
Жена — Надежда Марковна Попова (1923—1998) — актриса Черкасского областного музыкально-драматического театра им. Т. Г. Шевченко, Народная артистка Украины.
Два сына — Николай Николаевич Попов (1949 г.р.), по образованию журналист и педагог, работает в системе высшей и средней школы, и Евгений Николаевич Попов (1951 г.р.), преподаватель английского языка в общеобразовательной школе.